# El Soyate, San Luis Potosí
El Soyate är en ort i Mexiko.   Den ligger i kommunen Santa María del Río och delstaten San Luis Potosí, i den centrala delen av landet, 300 km nordväst om huvudstaden Mexico City. El Soyate ligger 1 825 meter över havet och antalet invånare är 477.
Terrängen runt El Soyate är kuperad. Runt El Soyate är det ganska glesbefolkat, med 22 invånare per kvadratkilometer. Närmaste större samhälle är Santa María del Río, 4,7 km öster om El Soyate. Omgivningarna runt El Soyate är i huvudsak ett öppet busklandskap.